# Mikheil Sakaixvili
Mikheil Sakaixvili (AFI: [mɪχɛɪl sa:k’aʃvɪlɪ], en georgià მიხეილ სააკაშვილი i en ucraïnès: Міхеіл Саакашвілі; transliteració internacional: Mikheil Saakashvili) (Tbilisi, 21 de desembre de 1967) és un polític i jurista georgià i ucraïnès. Va ser President de Geòrgia entre 2004 i 2013 i després d'obtenir la nacionalitat ucraïnesa fou governador de l'óblast d'Odessa del maig de 2015 al novembre del 2016. D'ençà de la seva detenció durant el mes d'octubre del 2021, està empresonat en condicions dolentes a Geòrgia, acusat d'abús de poder i organització d'una agressió física greu a un membre del parlament de l'oposició.

## Primers anys
Sàkaixvili es graduà a l'Escola Internacional de Dret de la Universitat de Kíev (Ucraïna) en 1992 i amplià els seus estudis en la Universitat de Colúmbia de Nova York i la Universitat George Washington de Washington. En 1995 entra a formar part del partit Unió de Ciutadans de Geòrgia (SMK) creat per Eduard Xevardnadze i passarà a ser-ne un estret col·laborador i diputat aquest mateix any.
El 12 d'octubre de 2000, Sàkaixvili fou nomenat ministre de justícia del govern del president Xevardnadze. Des d'aquest càrrec intenta dur accions contra la forta corrupció de la classe política. En 2001, la seva oposició al seu partit acabà per trencar la seva relació amb el SMK i enfrontant-se a Xevardnadze. Funda un partit propi i es presentà a les eleccions presidencials de 2003 que van ser guanyades per Xevardnadze entre acusacions de frau.

## Revolució de les Roses
L'oposició de Sàkaixvili als resultats de les eleccions presidencials georgianes de 2003, amb el suport dels Estats Units, va fer que s'organitzessin protestes i manifestacions populars massives demanant l'anul·lació dels resultats, coneguda com la Revolució de les Roses dirigida per Sàkaixvili i els seus aliats polítics Nino Burjanadze i Zurab Xvània. Finalment, Eduard Xevardnadze va dimitir i Burjanadze fou nomenada presidenta interina.

## President de Geòrgia
Després d'uns nous comicis celebrats en 4 de gener de 2004, Mikheil Sakaixvili fou nomenat president de Geòrgia, i en les Eleccions legislatives georgianes de 2004, el seu partit, el Moviment Nacional Unit-Front Democràtic obtingué la majoria absoluta al Parlament. El seu govern es caracteritzà per les profundes reformes, la seva aproximació a l'Europa occidental i la sol·licitud d'entrada de Geòrgia a la Unió Europea i a l'OTAN, i les acusacions d'abús de poder. Tot i que parla sis idiomes, els seus detractors l'acusaren d'emprar poc el georgià en la campanya electoral, preferint el rus davant el poble i l'anglès davant els mitjans de comunicació.

### Crisi de 2007
Sakaixvili va introduir canvis legislatius que donaven molts poders al President i limitaven la llibertat d'expressió, amb una corrupció molt important, alt nivell d'atur i sous baixos, conduint a importants protestes i una crisi en 2007 i convocant unes noves eleccions en 2008. Estigué en el càrrec fins al 17 de novembre 2013.

### La guerra amb Rússia
Després de la desaparició de la Unió Soviètica, va haver-hi una guerra civil que va deixar parts d'Ossètia del Sud sota el control d'un govern separatista no reconegut internacionalment i recolzat per Rússia mentre que altres parts van quedar sota el control de Geòrgia. Les hostilitats van anar en augment durant juny i juliol de 2008 i el 7 d'agost, Geòrgia va emprendre operacions militars per prendre la ciutat de Tskhinvali, la capital de la parcialment reconeguda República d'Ossètia del Sud (regió separada de Geòrgia). El 8 d'agost, Rússia va respondre mobilitzant les seves tropes a través de la frontera, portant tancs i artilleria cap a Tskhinvali per defensar els civils de la regió, a molts dels quals se'ls havia atorgat la nacionalitat russa. Després de cinc dies de lluita, les forces georgianes van ser derrotades i les tropes russes van entrar a territori georgià, ocupant Poti i Gori. Un alto el foc preliminar va ser signat el 12 d'agost de 2008, encara que els combats no es van aturar immediatament. Després del conflicte, Rússia va retirar la major part de les seves tropes de Geòrgia, i va completar la retirada el 8 d'octubre.

## Exili i retorn
S'exilià a Ucraïna després de convocar les eleccions de 2013, a les quals no podia presentar-se, i va donar suport al moviment Euromaidan. El 30 de maig de 2015, el president ucraïnès Petrò Poroixenko va nomenar Sakaixvili governador de l'òblast d'Odessa, i Ucraïna li va concedir la nacionalitat en 2015, perdent així la georgiana.
El 28 de juliol de 2014, la fiscalia de Geòrgia va presentar càrrecs penals contra Sakaixvili per presumptament "excedir els poders oficials" durant les manifestacions de Geòrgia de 2007, així com una incursió policial i la "confiscació" d'Imedi TV i altres actius propietat de Badri Patarkatsishvili, i el 13 d'agost de 2014 va ser acusat de malversar fons pressupostaris. Interpol es va negar a declarar Saakashvili a la llista internacional de recerca, i en 2015, Ucraïna va negar una sol·licitud de Geòrgia per extradir Saakashvili, ja que considerava que els casos penals contra ell tenien motivacions polítiques. El 5 de gener de 2018 fou condemnat a tres anys de presó en absència per abús de poder en indultar els antics funcionaris del Ministeri de l'Interior condemnats en el cas d'assassinat de Sandro Girgvliani de 2006, i en 2018 a sis anys de presó per abusar de la seva autoritat com a president en intentar encobrir proves relacionades amb la pallissa del legislador de l'oposició Valery Gelashvili el 2005.
Tornà il·legalment a Geòrgia en octubre del 2021 i va ser arrestat i empresonat.